# Voto de Santiago

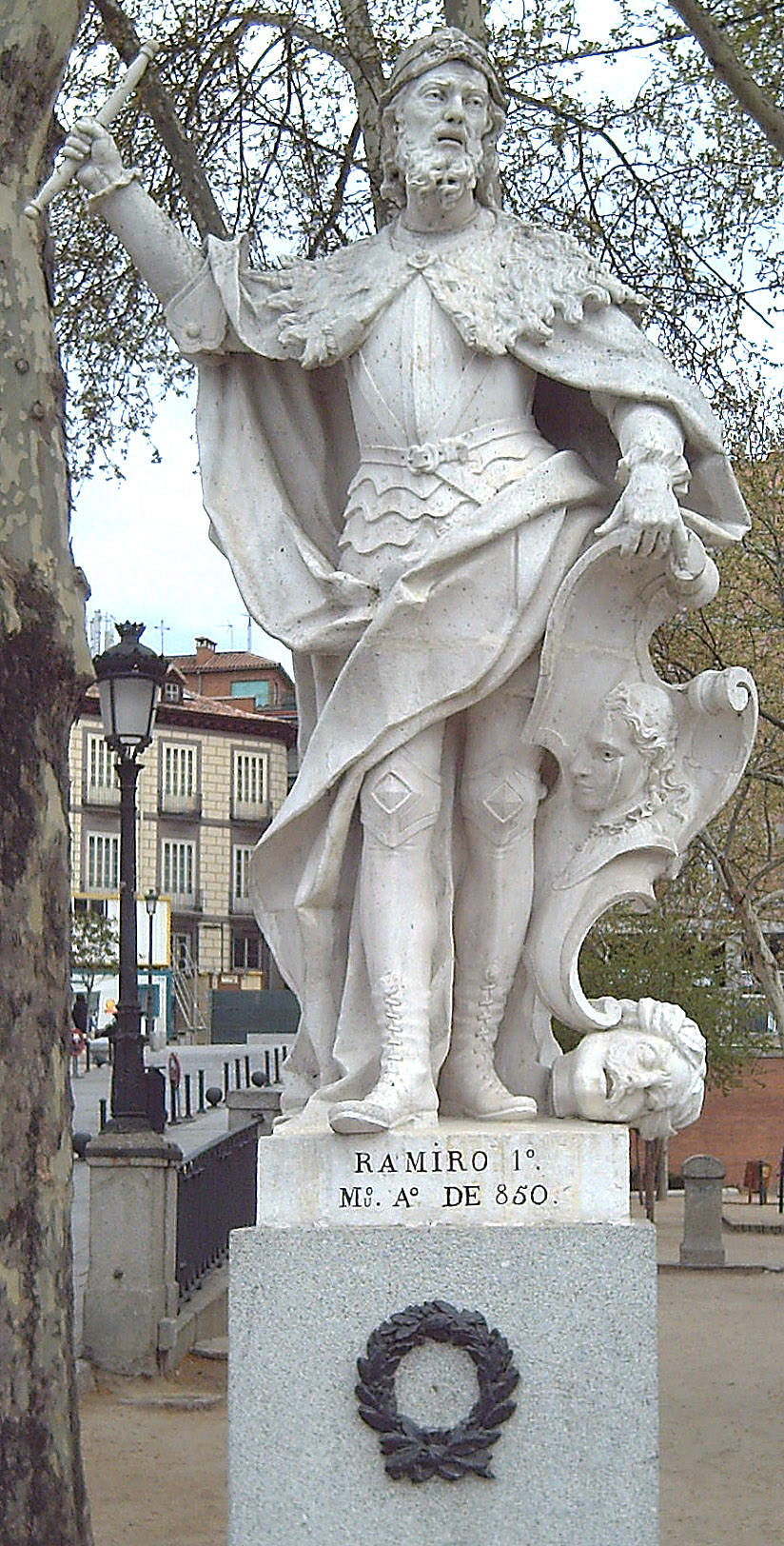
Ramiro I. von Asturien

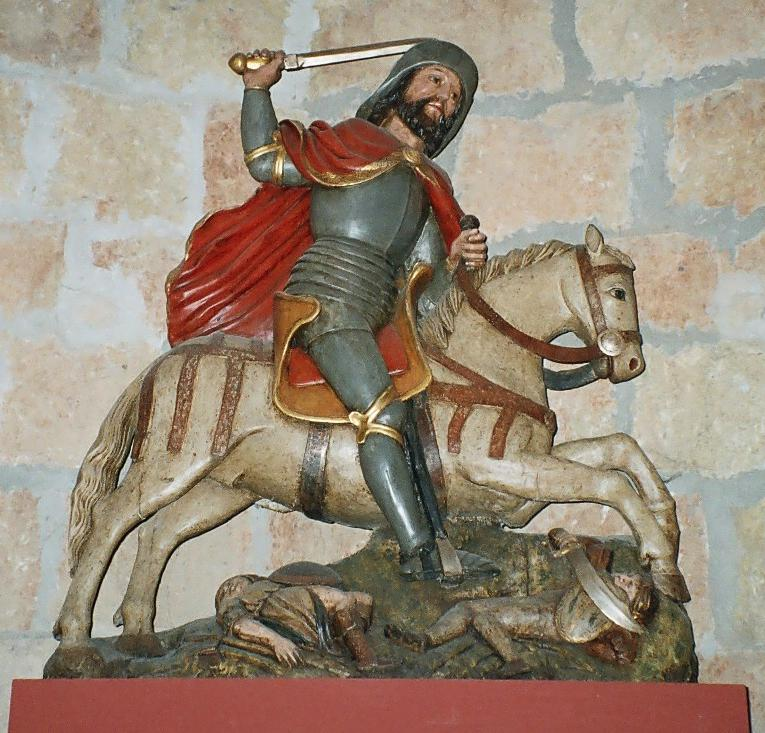
Das Eingreifen Jakobi in der Schlacht von Clavijo, Altarfigur in Carrión de los Condes

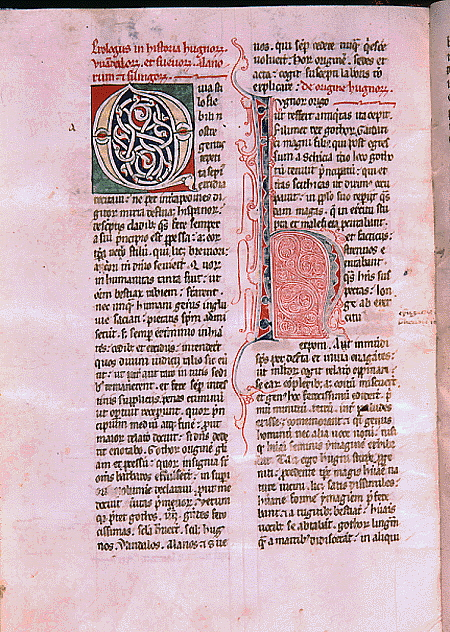
Teil der Chronik De rebus Hispaniae

Voto de Santiago (dt.: Jakobsgelübde) ist im Allgemeinen die Bezeichnung für die Gelübde asturischer Könige, in denen sie den Apostel Jakobus um Unterstützung für oder Vermittlung in ihren Anliegen bei Gott baten. Zur Einlösung schenkten oder stifteten sie das Gelobte einer dem Apostel Jakobus verbundenen Einrichtung, meist der Kathedrale von Santiago de Compostela.
Im Speziellen bezeichnet es das Gelübde, das der asturische König Ramiro I. anlässlich der Schlacht von Clavijo abgelegt haben soll, und eine Abgabe, die aus dem Gelübde resultierte. Im Folgenden werden dieses spezielle Gelübde und die Abgabe behandelt.

## Inhalt
In der Urkunde werden dem König Ramiro folgende Aussagen unterstellt: Einige seiner (nicht namentlich genannten) Vorgänger hätten aus Faulheit und Pflichtvergessenheit nicht gegen die Muslime gekämpft, sondern den Frieden durch eine jährliche Tributzahlung erkauft. Dieser erstmals erwähnte Tribut der einhundert Jungfrauen, habe aus hundert christlichen Jungfrauen bestanden, 50 aus dem Adel und 50 aus dem Volk, die den Muslimen übergeben worden seien. Er, Ramiro, habe den Tribut verweigert und den Kampf gewählt. Zunächst sei sein Heer in die Flucht geschlagen worden und habe sich dann bei Clavijo erneut gesammelt. Dort sei ihm der heilige Apostel Jakobus (Santiago) als Schutzheiliger Spaniens im Traum erschienen und habe ihm für die kommende Schlacht Hilfe versprochen. Am nächsten Morgen seien die christlichen Truppen mit dem Ruf „Hilf uns, Gott und heiliger Jakob!“ in den Kampf gezogen und hätten gesiegt, wobei der Apostel selbst als Ritter auf einem Schimmel erschienen sei. 70 000 Feinde seien gefallen. Zum Dank habe Ramiro nachher der Jakobskirche in Santiago eine jährliche Zahlung gewährt, die als allgemeine Abgabe von allen Christen im Reich zu entrichten sei.

## Geschichte des Votos
Als Ort des Gelübdes wird Calahorra genannt. Die Zahlung beinhaltete, die ersten Erträge aus Feldern und Weinbergen sowie einen Teil der Kriegsbeute aus den Auseinandersetzungen mit den Mauren an die Kathedrale von Santiago abzutreten. Die Abgabe galt zunächst für die christlichen Untertanen der Königreiche Asturien, León und Kastilien, später bis in die Rioja und Navarra hinein, sie wurde zusätzlich zum Kirchenzehnt entrichtet.
Am 25. Juli 1643 wurde anlässlich des Jakobstages das Voto de Santiago durch Philipp IV. (Spanien) erneuert und als nationale Abgabe institutionalisiert, die Cortes de Cádiz kassierten es 1812 ebenso wie andere Privilegien des alten Systems, des Antiguo Régimen.
Franco restaurierte das jakobäische Patronat und das Voto im Spanischen Bürgerkrieg, reklamierte Santiagos Schutz für seine Truppen und führte seinen Erfolg in der Schlacht von Brunete am 25. Juli 1937 auf das Eingreifen des Apostels zurück. Das Patronat besteht seitdem bis heute fort und wird jährlich in einem religiösen Akt in der Kathedrale von Santiago de Compostela bekräftigt. An dieser Messe nimmt der spanische König persönlich teil bzw. in seinem Namen ein hoher Amtsträger (Kronprinz, Minister).